# Nguyễn Quốc Quân
Nguyễn Quốc Quân là một tiến sĩ Toán học và nhà bất đồng chính kiến người Mỹ gốc Việt.

## Tiểu sử
Nguyễn Quốc Quân sinh ngày 20 tháng 11 năm 1953 tại Hà Nội và là trưởng nam của ngâm sĩ Hồ Điệp, gia đình ông di cư vào Miền Nam Việt Nam năm 1954. Ông nguyên là giáo viên tại thị trấn Rạch Sỏi, nay là một phường của thành phố Rạch Giá, tỉnh Kiên Giang. Quân đã vượt biển trốn khỏi Việt Nam trên một tàu đánh cá vào năm 1981. Ông đến Raleigh, bang Bắc Carolina và lấy bằng tiến sĩ Toán tại Đại học Bắc Carolina. Ông đã kết hôn với bà Ngô Mai Hương, và có hai con. Ông tham gia Mặt Trận Quốc gia Thống Nhất Giải Phóng Việt Nam năm 1986, và tiếp tục sinh hoạt khi tổ chức chuyển danh thành Việt Nam Canh tân Cách mạng Đảng. Ông cũng là một trong những người sáng lập Hội Chuyên Gia Việt Nam (VPS).

## Hoạt động
Theo nguồn tin từ các cơ quan truyền thông ở Việt Nam, Nguyễn Quốc Quân - một thành viên trung ương của Việt Nam Canh tân Cách mạng Đảng, tức đảng Việt Tân - đã bị bắt tại phi trường Tân Sơn Nhất ngay sau khi nhập cảnh vào ngày 17 tháng 04 năm 2012. Sau 11 ngày tạm giam, cơ quan an ninh Việt Nam đã chính thức công bố lệnh tạm giam bốn tháng để điều tra, cáo buộc Nguyễn Quốc Quân vi phạm Điều 84 Bộ Luật Hình Sự (tức Tội khủng bố nhằm chống chính quyền nhân dân), "nhằm thực hiện ý đồ của tổ chức "Việt Tân", thực hiện kế hoạch kích động biểu tình, khủng bố nhằm phá hoại lễ kỷ niệm 30 tháng 4 và 1 tháng 5 năm 2012 tại Thành phố Hồ Chí Minh và một số tỉnh, thành phố.". Trong buổi tiếp xúc với đại diện Lãnh Sự Quán Hoa Kỳ vào ngày 27 tháng 4 năm 2012 tại trại giam Nguyễn Văn Cừ, Nguyễn Quốc Quân đã khẳng định không vi phạm bất kỳ luật lệ nào. Hành lý của ông chỉ bao gồm các đồ dùng cá nhân và không hề chứa đựng bất kỳ vật liệu phi pháp gì. Tất cả số hành lý này đã đi qua hệ thống kiểm duyệt an ninh khi rời Hoa Kỳ.

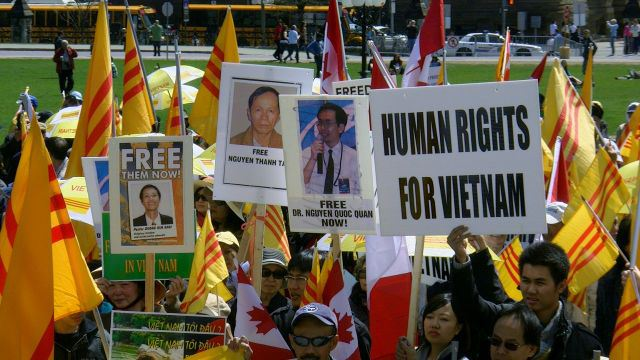

Cuối tháng 8 năm 2012 bà Ngô Mai Hương, vợ ông Quân, đã xác nhận với BBC rằng chính quyền đã gỡ cáo buộc khủng bố theo điều 84 Bộ Luật hình sự đối với ông mà thay vào đó là tội ‘Hoạt động nhằm lật đổ chính quyền nhân dân’ theo điều 79. "Sau bốn tháng, họ (chính quyền Việt Nam) không tìm ra chứng cứ về tội khủng bố nên họ loay hoay tìm cách kết tội anh (ông Quân) và gán cho anh theo điều 79 là âm mưu lật đổ chính quyền," bà Hương nói.
Giáo sư Linda Malone, Giám đốc sáng lập của Trung tâm Luật về An toàn Con người tại Trường Luật William & Mary, đã nhận làm luật sư biện hộ tự nguyện cho Tiến sĩ Nguyễn Quốc Quân.
Bà Malone, thành viên Hội đồng Quản trị của Hiệp Hội Quốc tế về Cải Cách Luật Hình Sự, tác giả của nhiều tài liệu nghiên cứu về luật quốc tế và nhân quyền, đồng luật sư cố vấn cho Bosnia-Herzegovina trong vụ án diệt chủng xử Serbia và Montenegro trước Tòa án Quốc tế, cho biết lý do:
"Thoạt đầu, Trung tâm Nhân quyền thuộc Hiệp Hội Luật sư Hoa Kỳ liên lạc với tôi về trường hợp của Tiến sĩ Quân. Nghiên cứu các khía cạnh của vụ án, tôi thấy rõ ràng có sự vi phạm nhân quyền trong cách thức và lý do ông bị bắt, cách thức ông bị giam cầm và bị khước từ quyền được có người đại diện pháp lý. Cho nên, tôi quyết định làm những gì mình có thể để mang lại sự tự do cho ông và các cáo trạng nhắm vào ông phải bị hủy bỏ."
Đây là lần thứ hai ông bị bắt. Vào tháng 11 năm 2007, Nguyễn Quốc Quân trong chuyến về Việt Nam để quảng bá phương thức đấu tranh bất bạo động, đã bị bắt cùng với một số thành viên khác. Ngày 13 tháng 5 năm 2008, ông bị Tòa án Nhân dân Thành phố Hồ Chí Minh tuyên phạt sáu tháng tù về tội khủng bố và bị trục xuất khỏi Việt Nam.

### Kêu gọi phóng thích
Bộ Ngoại giao Hoa Kỳ và đích thân Ngoại trưởng Hoa Kỳ Hillary Clinton cũng như Bộ trưởng Bộ Quốc phòng Hoa Kỳ Leon Panetta đã lên tiếng kêu gọi Việt Nam trả tự do vô điều kiện cho Tiến sĩ Nguyễn Quốc Quân.

### Được trả tự do
Ngày 30 tháng 1 năm 2013 Việt Nam đã phóng thích và trục xuất ông Nguyễn Quốc Quân sau khi phiên xử ông dự định diễn ra vào ngày 22 tháng giêng đã bị hoãn vào phút chót vì lý do các nhân chứng không thể tham dự.". Báo chí nhà nước Việt Nam nói ông Quân được trả tự do sau khi "nhận tội và xin khoan hồng".

### Phản ứng dư luận
Dân Biểu Liên Bang Loretta Sanchez, đồng chủ tịch nhóm Congressional Caucus on Vietnam, trình bày cảm tưởng:
"Là người đã và đang bênh vực cho Tiến sĩ Nguyễn Quốc Quân và cho nhân quyền tại Việt Nam, tôi vui mừng được biết là sau 9 tháng giam cầm tùy tiện, Quân đang được trở về với gia đình vào đúng dịp Tết - Năm Mới Âm Lịch của người Việt Nam. Tết là lúc để quây quần đón mừng cùng gia đình và người thân, nhưng rất nhiều người đã không có được cái may mắn như Quân trong thời điểm này. Việc ông được thả như một chiến thắng, một thứ ánh sáng rọi vào những sắc luật mơ hồ mà cộng sản Việt Nam dùng để đàn áp những tiếng nói lương tâm khác như Điếu Cày, Tạ Phong Tần, Paulus Lê Sơn và Trần Thị Thúy. Chúng ta phải tiếp tục đấu tranh cho công lý và chúng ta đang đứng ở phía chính nghĩa của lịch sử."
Ngày 18 tháng 2 năm 2013 Tiến sĩ Nguyễn Quốc Quân được nhận một bằng khen của Quốc hội Mỹ về lòng can đảm.